# Louis-Joseph Maurin
 (La Ciotat, 15 febbraio 1859 – Lione, 16 novembre 1936) è stato un cardinale e arcivescovo cattolico francese.

## Biografia
Nacque a La Ciotat il 15 febbraio 1859.
Papa Benedetto XV lo elevò al rango di cardinale nel concistoro del 4 dicembre 1916.
Morì il 16 novembre 1936 all'età di 77 anni.

## Genealogia episcopale e successione apostolica
La genealogia episcopale è:
- Cardinale Guillaume d'Estouteville, O.S.B.Clun.
- Papa Sisto IV
- Papa Giulio II
- Cardinale Raffaele Riario
- Papa Leone X
- Papa Clemente VII
- Cardinale Antonio Sanseverino, O.S.Io.Hier.
- Cardinale Giovanni Michele Saraceni
- Papa Pio V
- Cardinale Innico d'Avalos d'Aragona, O.S.Iacobi
- Cardinale Scipione Gonzaga
- Patriarca Fabio Biondi
- Papa Urbano VIII
- Cardinale Cosimo de Torres
- Cardinale Francesco Maria Brancaccio
- Vescovo Miguel Juan Balaguer Camarasa, O.S.Io.Hier.
- Papa Alessandro VII
- Cardinale Neri Corsini
- Vescovo Francesco Ravizza
- Cardinale Veríssimo de Lencastre
- Arcivescovo João de Sousa
- Vescovo Álvaro de Abranches e Noronha
- Cardinale Nuno da Cunha e Ataíde
- Cardinale Tomás de Almeida
- Cardinale João Cosme da Cunha, C.R.S.A.
- Arcivescovo Francisco da Assunção e Brito, O.S.A.
- Vescovo Alexandre de Gouveia, T.O.R.
- Vescovo Caetano Pires Pereira, C.M.
- Vescovo Gioacchino Salvetti, O.F.M.
- Vescovo Giuseppe Maria Rizzolati, O.F.M.
- Arcivescovo Théodore-Augustin Forcade, M.E.P.
- Cardinale Jean-Pierre Boyer
- Vescovo Félix-Auguste Béguinot
- Arcivescovo Jean-Augustin Germain
- Cardinale Pierre-Paulin Andrieu
- Cardinale Louis-Joseph Maurin

La successione apostolica è:
- Vescovo Hyacinthe-Jean Chassagnon (1917)
- Arcivescovo Joseph-Lucien Giray (1918)
- Vescovo Francisque- Jean-Etienne Marnas (1919)
- Vescovo Léon-Auguste-Marie-Joseph Durand (1919)
- Vescovo Etienne Irénée Faugier (1922)
- Vescovo Joseph Freri (1924)
- Vescovo Rambert-Irénée Faure (1926)
- Vescovo Paul-Marie Molin, M.Afr. (1928)
- Arcivescovo Jean Delay (1928)
- Arcivescovo Louis-Joseph Fillon (1929)